# Schinznach-Dorf

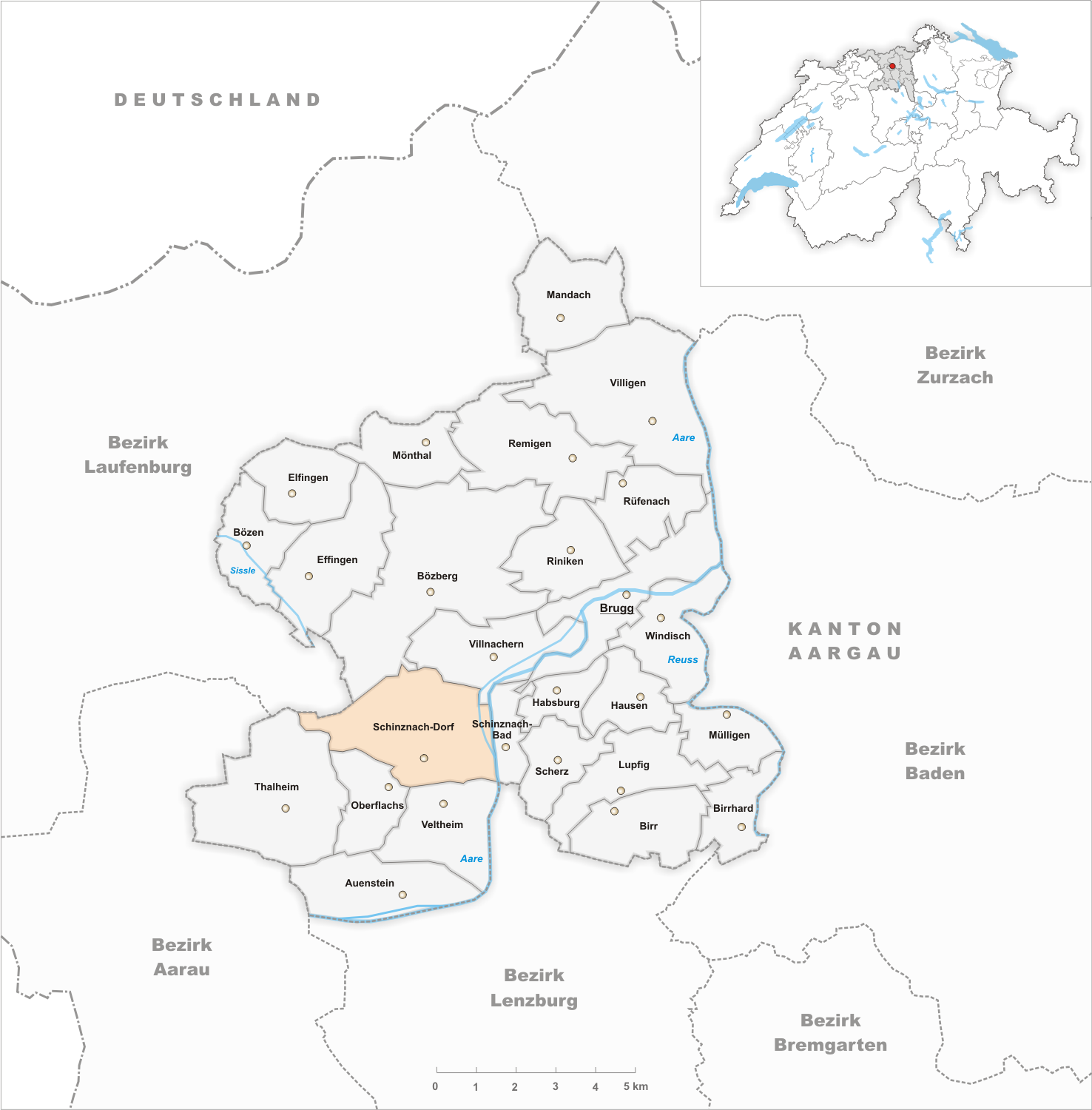
Gemeindestand vor der Fusion am 1. Januar 2014

Schinznach-Dorf (schweizerdeutsch: ˈʃɪntsˌnɑχ tɔrf) ist ein Dorf im Schweizer Kanton Aargau, rund fünf Kilometer südwestlich von Brugg. Bis Ende 2013 war es eine eigenständige Einwohnergemeinde im Bezirk Brugg und fusionierte dann am 1. Januar 2014 mit dem benachbarten Oberflachs zur neuen Gemeinde Schinznach.

## Geographie
Das Dorf liegt rund zwei Kilometer westlich der Aare am Eingang des Schenkenbergertals, am Fusse eines Ausläufers des Faltenjuras. Zwischen dem Dorf und dem Fluss liegt das flache Schinznacherfeld, das landwirtschaftlich genutzt wird und darüber hinaus auch eine Kiesgrube aufweist. Auf der Höhe eines Stauwehrs teilt sich die Aare in zwei Flussarme. Rund ein Viertel der schmalen, vier Kilometer langen Schacheninsel liegt auf dem Gemeindegebiet von Schinznach-Dorf. Zwei Kilometer nordöstlich des Dorfzentrums liegt der Weiler Wallbach (360 m ü. M.). Im Westen erhebt sich der Hausberg Grund (731 m ü. M.), im Nordwesten der Dreierberg (758 m ü. M.) und im Norden der Linnerberg (757 m ü. M.). Am Südosthang des Grunds wird Weinbau betrieben.
Die Fläche des ehemaligen Gemeindegebiets betrug 891 Hektaren. Dessen höchster Punkt war der Gipfel des Dreierbergs auf 758 Metern, der tiefste lag auf 340 Metern an der Aare. Nachbargemeinden waren Bözberg und Villnachern im Norden, Schinznach-Bad im Osten, Veltheim und Oberflachs im Süden, Thalheim im Westen sowie Zeihen im Nordwesten.

## Orts- und Gemeindename
Einst gab es die Gemeinden Schinznach auf der linken und Birrenlauf auf der rechten Seite der Aare. 1654 entdeckte man auf dem Gemeindegebiet von Schinznach eine schwefelhaltige Quelle, die allerdings 1670 durch eine Überschwemmung verloren ging. Die Quelle wurde 1691 wiederentdeckt, diesmal auf der rechten Aareseite bei Birrenlauf. Das neue Heilbad erhielt dennoch den Namen Schinznach. Als 1858 Birrenlauf eine Bahnstation namens Schinznach-Bad erhielt und die Post später diesem Beispiel folgte, führte dies oft zu Verwechslungen. 1938 benannte sich Birrenlauf offiziell in Schinznach-Bad um. Schinznach wiederum erhielt die neue Bezeichnung Schinznach Dorf (ohne Bindestrich). Seit 2003 gilt die Version mit Bindestrich als offizielle Schreibweise. Nach der Gemeindefusion blieb der Ortsname Schinznach-Dorf erhalten.

## Geschichte
Während der Zeit des Römer stand im Schinznacher Oberdorf ein Gutshof, von dem bisher Teile ausgegraben wurden, darunter 1953 ein Hypokaustum. Reste eines weiteren Gebäudes fanden sich im Gebiet Römerhof. Bei Grabungen für eine Kanalisation kam 1966 ein Grab aus dem späten 2. Jahrhundert zum Vorschein. Die erste urkundliche Erwähnung von Schincennacho erfolgte im Jahr 1189, als Papst Clemens III. das Kloster Muri und dessen Besitztümer unter seinen Schutz stellte. Der Ortsname stammt vom spätlateinischen (praedium) Scentiniacum und bedeutet «dem Scentinius gehörendes Landgut».
Im Mittelalter herrschten die Habsburger über das Dorf. In der Burg Schenkenberg oberhalb des vier Kilometer westlich gelegenen Dorfes Thalheim residierten die Schenken von Schenkenberg, die für die Habsburger die Verwaltung und die Rechtsprechung ausübten. 1460 besetzte die Stadt Bern die Herrschaft Schenkenberg militärisch und fügte sie als neue Landvogtei den übrigen Untertanengebieten im Berner Aargau an. 1528 führten die Berner die Reformation ein. 1572 kam es zu einem grossen Brand, bei dem 90 Häuser, Scheunen und Ställe abbrannten, also ein Grossteil des Dorfes. 1732 wurde Schinznach in die neu gebildete Landvogtei Kasteln eingeteilt.
Beim Franzoseneinfall im März 1798 entmachteten die Franzosen die «Gnädigen Herren» von Bern und riefen die Helvetische Republik aus, die 1803 aufgelöst wurde. Die Gemeinde gehört seither zum Kanton Aargau. Mitte des 18. Jahrhunderts war Schinznach das grösste Dorf des heutigen Bezirks Brugg gewesen. Der vorübergehende Niedergang des Weinbaus in der zweiten Hälfte des 19. Jahrhunderts führte zu einem deutlichen Bevölkerungsrückgang, da etliche Einwohner verarmten und zur Auswanderung nach Übersee gezwungen waren. 1915 ersetzte eine Brücke die bisherige Fähre über die Aare nach Schinznach-Bad. In den 1960er Jahren begann eine anhaltende Wohnbautätigkeit, die Einwohnerzahl stieg seither um rund drei Viertel an.
Am 5. April 2009 genehmigten die Stimmberechtigten eine Fusion mit Oberflachs, Schinznach-Bad, Veltheim und Villnachern zur neuen Gemeinde Schenkenberg. Sie kam jedoch nicht zustande, weil Veltheim sie ablehnte. Das daraufhin initiierte Fusionsprojekt ohne Veltheim scheiterte am 25. Oktober 2009 an der ablehnenden Haltung Villnacherns. Daraufhin strebten nur noch Oberflachs und Schinznach-Dorf eine Fusion an. Der entsprechende Beschluss wurde am 18. Juni 2012 in obligatorischen Volksabstimmungen bestätigt, und der Zusammenschluss erfolgte am 1. Januar 2014.

## Sehenswürdigkeiten

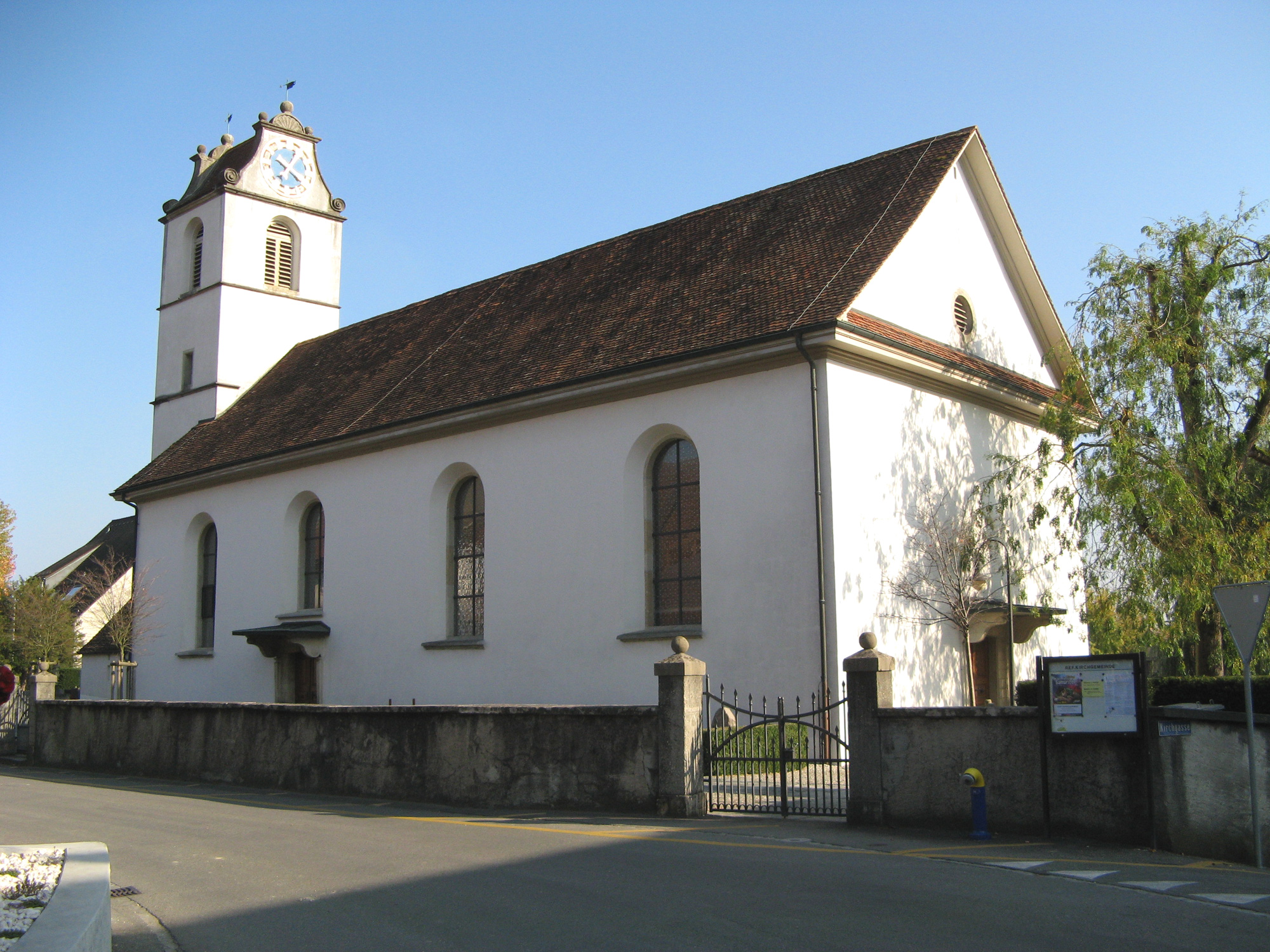
Reformierte Kirche

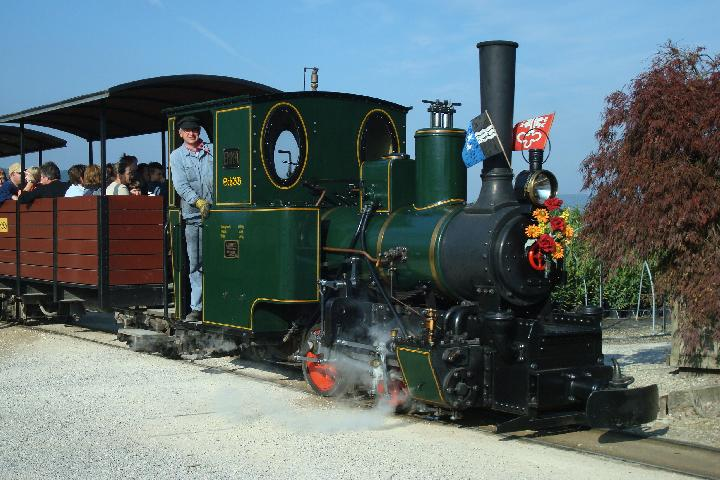
Dampflokomotive Emma der Schinznacher Baumschulbahn

Die reformierte Schinznacher Kirche wurde erstmals 1227 erwähnt. Das aus dem 12. Jahrhundert stammende Kirchenschiff im romanisch-gotischen Stil musste 1779 wegen Platzmangels abgebrochen und in erweiterter Form neu erbaut werden. Die im Kirchengebäude integrierte, 1650 erbaute Erlachkapelle ist die Begräbnisstätte von General Johann Ludwig von Erlach und seiner Frau Margareta. Die Kirche wurde renoviert und im Dezember 2006 wiedereröffnet.
Schweizweit bekannt ist die Baumschule Zulauf AG am nördlichen Dorfrand: Auf dem Firmengelände fährt die Schinznacher Baumschulbahn, eine mit Dampflokomotiven betriebene Kleinbahn (Spurweite 600 mm).

## Wappen
Die Blasonierung des heutigen Ortswappens und früheren Gemeindewappens lautet: «Gespalten von Schwarz mit abnehmendem gelbem Halbmond und von Blau mit drei pfahlweise gestellten sechsstrahligen weissen Sternen.» Die älteste bekannte Darstellung erscheint auf dem Gemeindesiegel von 1811. Der Mond hatte damals jedoch ein Gesicht und die Sterne waren bogenförmig nach links untereinander angeordnet. 1872 erschienen die Symbole auf einem ungespaltenen blauen Schild. 1953 wurde die heutige Variante eingeführt. Das Wappenbild geht auf die volksetymologische Deutung des Ortsnamens zurück: «Schiint z Nacht» (scheint in der Nacht).

## Bevölkerung
Die Einwohnerzahlen entwickelten sich wie folgt:
| Jahr      | 1764 | 1850 | 1870 | 1900 | 1930 | 1950 | 1960 | 1970 | 1980 | 1990 | 2000 | 2010 |
| Einwohner | 838  | 1334 | 1167 | 985  | 912  | 1083 | 1081 | 1154 | 1228 | 1517 | 1637 | 1699 |

Am 31. Dezember 2013 lebten 1769 Menschen in Schinznach-Dorf. Bei der Volkszählung 2000 bezeichneten sich 59,1 % als reformiert und 22,7 % als römisch-katholisch; 18,2 % waren konfessionslos oder gehörten anderen Glaubensrichtungen an. 93,6 % gaben Deutsch als ihre Hauptsprache an sowie je 1,1 % Albanisch und Spanisch.

## Verkehr

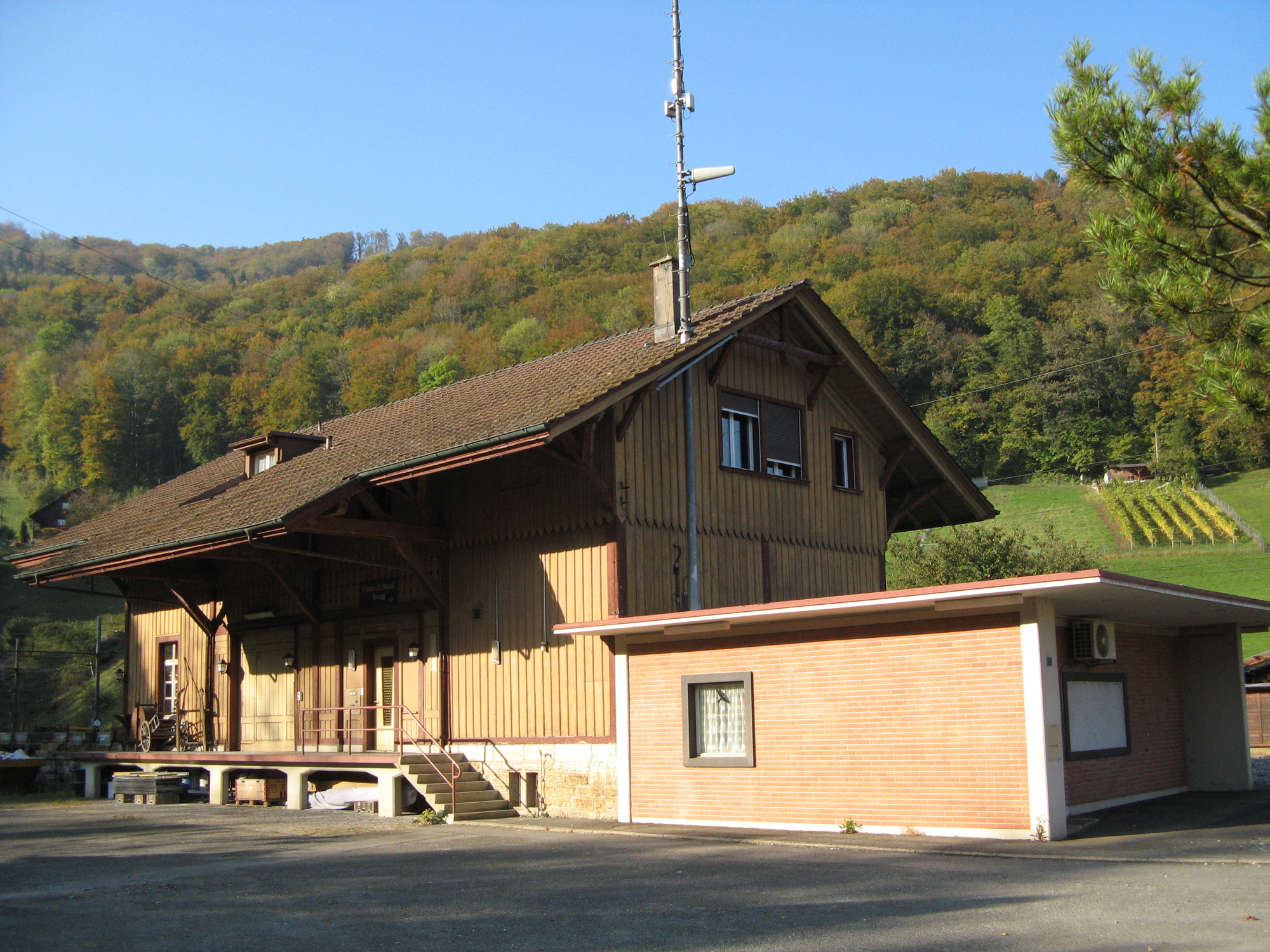
Stillgelegter Bahnhof – 1993 wurde der Regionalverkehr zwischen Frick und Brugg eingestellt.

Östlich an Schinznach-Dorf vorbei führt die Kantonsstrasse 473 von Brugg nach Veltheim. Sie kreuzt sich mit der Kantonsstrasse 474 von Schinznach-Bad über Schinznach-Dorf, Oberflachs und Thalheim zur Staffelegg-Passhöhe. Rund einen Kilometer nördlich des Dorfes verläuft die Autobahn A3 zwischen Basel und Zürich. Um die Lärmemissionen zu verringern, wurde sie im flachen Schinznacherfeld in einen Tagbautunnel verlegt.
Die Anbindung an das Netz des öffentlichen Verkehrs erfolgt durch zwei Postautolinien. Sie führen einerseits von Schinznach-Dorf zum Bahnhof Wildegg, anderseits vom Bahnhof Brugg nach Thalheim. An Wochenenden verkehrt ein Nachtbus von Brugg über Schinznach-Bad und Schinznach-Dorf nach Thalheim. Etwa anderthalb Kilometer nördlich des Dorfes verläuft die SBB-Bözbergstrecke; die vor dem Ostportal des Bözbergtunnels gelegene Station Schinznach-Dorf wurde 1993 geschlossen. Der Bahnhof Schinznach Bad an der Bahnstrecke Baden–Aarau ist ca. 3 km entfernt.

## Persönlichkeiten
- Samuel Amsler (1791–1849), Kupferstecher
- Hans Müri (1861–1944), Nationalrat, Regierungsrat und Bundesrichter
- Hermann Blattner (1866–1910), Germanist, Apotheker, Journalist und Autor
- Hermann Müri (1874–1938), Nationalrat und Gewerkschafter
- Adolf Hartmann (1882–1959), Lebensmittelchemiker und Quellengeologe
- Arthur Stoll (1887–1971), Chemiker